# Joseph Pfluger
Joseph Pfluger (* 19. Mai 1819 in Solothurn; † 12. Januar 1894 ebenda) war ein Schweizer Bildhauer, Stuckateur, Hafner und Kunstpädagoge.

## Leben und Werk
Joseph Pfluger entstammte einem Altburgergeschlecht der Stadt Solothurn. Als Sohn eines Zöllners erlernte er das Hafnerhandwerk. 1839 kam er auf der Walz nach München und wandte sich dem Zeichnen zu. In der Folge besuchte Pfluger den Unterricht in einer Privatschule, wo er bald als Hilfslehrer unterrichtete. Am 22. Dezember 1839 trat er als Zeichenlehrer in die Akademie der Bildenden Künste München ein.
Wieder in Solothurn betrieb Pfluger sein eigenes Atelier. Richard Kissling und Urs Eggenschwyler absolvierten bei ihm eine Lehre zum Stuckateur und Bildhauer. 1858 gründete er die Städtische Handwerkerschule Solothurn, aus der später die Gewerbeschule hervorging. An der Schule unterrichtete er bis 1890 die Fächer Zeichnen und Modellieren. Max Leu besuchte den Zeichenkurs bei Pfluger. 1860 erwarb er vom Amtsschreiber Jakob Winisdörfer das Haus am Holbeinweg 10 in Solothurn. Das Haus baute er bis 1885 um; es blieb bis 1972 in Familienbesitz.
Joseph Pfluger war der Vater der Bildhauerin Hedwig Pfluger (1848–1926) und des Architekten Ludwig Pfluger (1848–1874).